# Россия и НАТО
Отношения между Россией и НАТО были установлены сразу после распада СССР в декабре 1991 года. 28 мая 2002 года на Римской встрече для развития сотрудничества и координации военно-политических действий был учреждён Совет Россия — НАТО. В течение 6 лет он способствовал координации усилий НАТО и России на важных направлениях борьбы с международным терроризмом, в частности, в Афганистане.
19 августа 2008 года, в ответ на участие России в войне с Грузией из-за Абхазии и Южной Осетии, страны НАТО приостановили работу Совета в качестве ограничительной меры против Российской Федерации. В марте 2009 года главы МИД 26 стран-членов альянса приняли политическое решение возобновить сотрудничество с Россией в рамках Совета Россия — НАТО.
1 апреля 2014 года НАТО объявило о приостановлении практического гражданского и военного сотрудничества с Россией на фоне аннексии Крыма Россией. 25 декабря 2014 года президент РФ Владимир Путин утвердил новую редакцию военной доктрины России, в которой список внешних военных опасностей стал дополнять пункт: «наращивание силового потенциала Организации Североатлантического договора (НАТО) и наделение ее глобальными функциями, реализуемыми в нарушение норм международного права, приближение военной инфраструктуры стран-членов НАТО к границам Российской Федерации, в том числе путем дальнейшего расширения блока.»
В 2016 году после двухлетнего перерыва состоялись три заседания Совета Россия — НАТО на уровне постоянных представителей. На них обсуждались, в частности, ситуация на Украине, проводимые сторонами учения и меры по предотвращению опасных военных инцидентов в ходе совместной борьбы с ИГИЛ.
С марта 2017 года Генштаб России и НАТО возобновили прямые контакты по военной линии. Тем не менее, 15 апреля 2019 года заместитель министра иностранных дел Александр Грушко заявил, что отношения НАТО с Россией зашли в тупик и сотрудничество России с НАТО «по гражданской и военной линиям прекращено полностью».
В МИД РФ отметили, что решения, принятые на саммите НАТО в Брюсселе (2018), подтвердили линию на военно-политическое «сдерживание» России и продолжение долгосрочного курса на наращивание коалиционных возможностей НАТО по созданию группировок войск и дальнейшему совершенствованию военной инфраструктуры у российских границ.
До октября 2021 года Россия сохраняла постоянное представительство в штаб-квартире НАТО в Брюсселе, которое до 22 января 2018 года возглавлял Александр Грушко (с тех пор должность была вакантна). Должность руководителя Информационного бюро НАТО в Москве была вакантна с 2015 года. В Москве также работала созданная в 2002 году при посольстве Бельгии Военная миссия связи НАТО, призванная содействовать расширению диалога между РФ и НАТО путём обеспечения взаимодействия между Военным комитетом НАТО и Министерством обороны РФ.
18 октября 2021 года МИД РФ объявил о закрытии на неопределённый срок постпредства страны при НАТО. Одновременно было объявлено о прекращении деятельности в Москве Военной миссии связи и Информационного бюро НАТО.

## Потенциалы сторон
Совокупное население стран НАТО около 950 млн человек, территория 15,2 млн км², ВВП 38,3 трлн $, военные расходы 1,09 трлн $, численность вооружённых сил 3,2 млн человек.
Население России — 143 млн человек, территория 17,125 млн км², ВВП 1,8 трлн $, военные расходы 70 млрд $, численность вооружённых сил 1 млн человек.

## История
В июне 1990 года Послание из Тёрнберри, которое часто называют первым шагом в развитии отношений между НАТО и Россией, заложило основу для будущего мира и сотрудничества. Генеральный секретарь НАТО Манфред Вернер посетил Москву в июле 1990 года, чтобы обсудить дальнейшее сотрудничество.

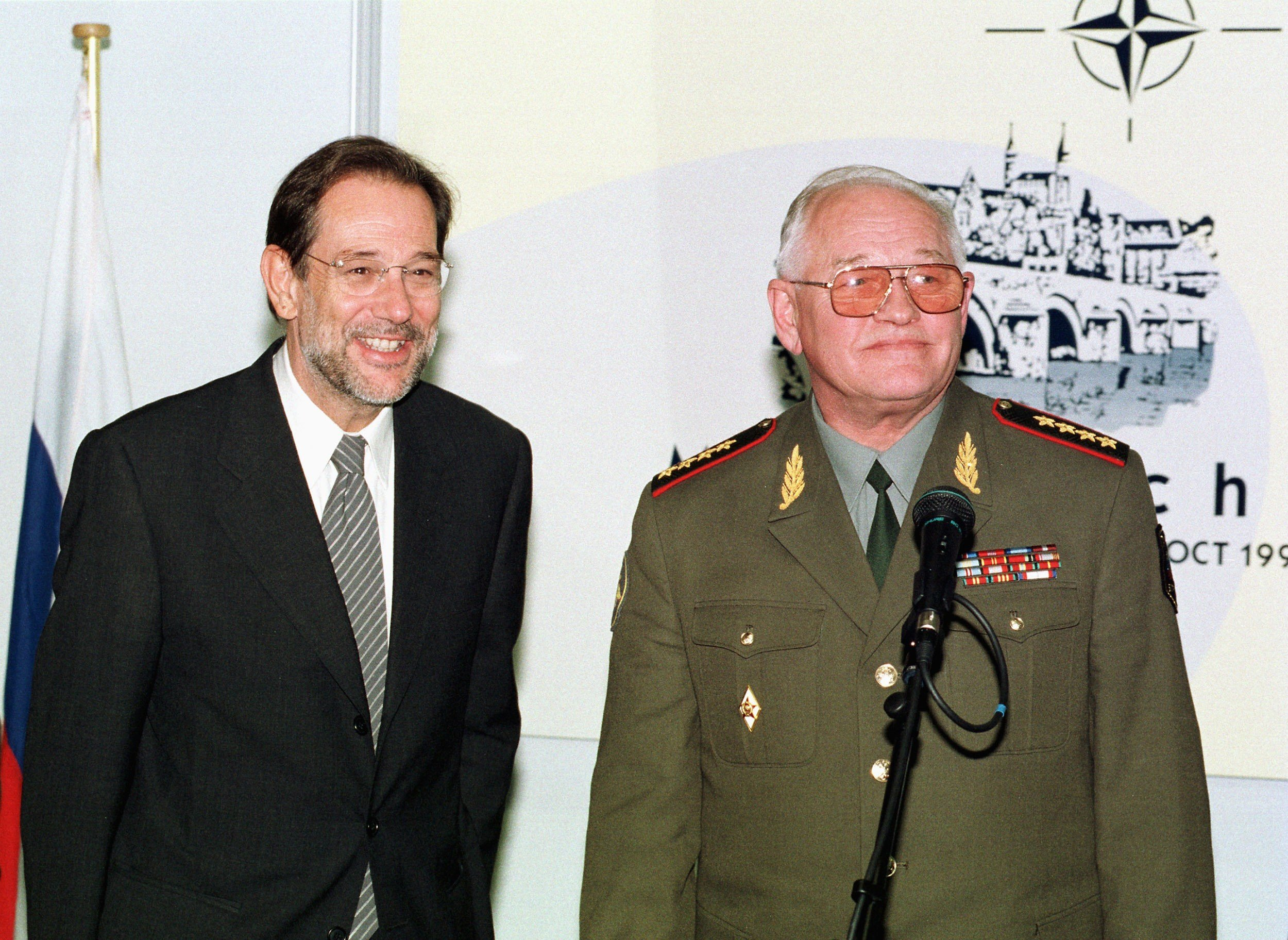
Генсек НАТО Хавьер Солана и министр обороны РФ Игорь Сергеев (осень 1997)

Отношения между Россией и НАТО были установлены сразу после распада СССР в декабре 1991 года. Россия присоединилась к Совету североатлантического сотрудничества (ныне — Совет евроатлантического партнёрства), с 1994 года Россия начала участвовать в программе «Партнёрство ради мира».
После подписания в Париже в мае 1997 года «Основополагающего акта Россия — НАТО о взаимных отношениях, сотрудничестве и безопасности» был создан Совместный постоянный совет (СПС). Встречи Совета проходили в двустороннем формате «НАТО+1». Этим документом альянс принял обязательство не размещать войска вдоль российских границ на постоянной основе. «Основополагающий акт» и подписанная в 2001 году Римская декларация «Отношения Россия — НАТО: новое качество» предусматривали учреждение отдельного российского представительства при НАТО, включая аппарат Главного военного представителя и Группу связи при штабе Стратегического командования операций ОВС НАТО, а в Москве — Информационного бюро и Военной миссии связи НАТО.
Дипломатическое представительство России при НАТО было учреждено в 1998 году. Согласно документам, опубликованным The Times в 2022 году, Владимир Путин, спустя год нахождения у власти, сообщил премьер-министру Великобритании Тони Блэру о том, что не хочет, чтобы его считали противником НАТО. При этом, отмечает издание, министр обороны России Игорь Сергеев сказал своим коллегам в Североатлантическом альянсе, что дальнейшее расширение будет крупной политической ошибкой, в ответ на которую Москва «предпримет соответствующие шаги».

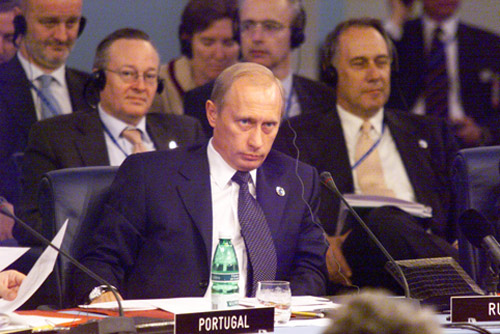
Президент России Владимир Путин на одном из саммитов НАТО весной 2002 года

В начале 2000-х годов событием, предопределившим резкое сближение между НАТО (США) и Россией, стал террористический акт 11 сентября 2001 года, когда Россия без колебаний приняла сторону США. Кульминацией этого сближения стало участие России в антитеррористической коалиции и подписание так называемой Римской декларации «Отношения Россия — НАТО: новое качество». В соответствии с ней 28 мая 2002 года был создан Совет Россия — НАТО («Совет двадцати»). Целью нового органа была провозглашена отработка процедур совместного принятия консенсусных решений, после чего в принципе можно было ожидать перехода отношений России и НАТО на более высокий уровень с перспективой полноправного членства России в НАТО.
По словам бывшего генерального секретаря НАТО Джорджа Робертсона, Путин выразил заинтересованность в присоединении России к оборонному альянсу вскоре после того, как стал президентом. Когда Робертсон объяснил ему, что страны-члены обычно подают заявку на членство, Путин отказался подчиниться, ответив: «Мы не стоим в одном ряду со многими странами, которые не играют никакой роли».
8 февраля 2003 года министром обороны России Сергеем Ивановым и генеральным секретарём НАТО Дж. Робертсоном был подписан рамочный документ «Россия — НАТО» о сотрудничестве в области поиска и спасения экипажей подводных лодок.
Россия не только участвовала в совместных учениях, но и проводила совместные с НАТО миротворческие операции. С некоторыми членами НАТО у России были подписаны договоры о военно-техническом сотрудничестве и совместной разработке различных продуктов военного назначения. Министерством обороны России решалась задача повышения степени оперативной совместимости подразделений российских вооружённых сил и войск НАТО для успешного осуществления совместных мероприятий.
7 июня 2007 года президент России подписал федеральный закон № 99 «О ратификации соглашения между государствами-участниками Североатлантического договора и другими государствами, участвующими в программе „Партнёрство ради мира“, о статусе Сил от 19 июня 1995 года и Дополнительного протокола к нему».

### Расширение НАТО на восток

Карта хронологии вступления стран в НАТО.

Российское руководство утверждает о существовании договорённости о нерасширении НАТО в Восточной Европе, достигнутой в ходе переговоров между СССР и США по объединению Германии в 1990 году: в частности, утверждается, что заверения о неразмещении иностранных (негерманских) войск стран-членов НАТО на территории бывшей ГДР «по своему смыслу» исключали расширение НАТО на восток, а поэтому альянс своим расширением эту договорённость нарушил. Руководство альянса утверждает, что такого обещания не давалось и что такое решение могло быть принято только в письменном виде на основании консенсуса всех стран-членов блока (а не в форме «единоличной „гарантии“» кого-либо). В научном сообществе мнения по поводу существования или отсутствия договорённости о нерасширении также расходятся.
В марте 2004 года в альянс, вопреки дипломатическим усилиям России, были приняты семь восточноевропейских стран, в том числе граничащие с Россией Эстония, Латвия и Литва. Расширение НАТО на восток в 2004 году Путин воспринял, по оценке газеты «Ведомости», как «личное предательство» со стороны президента США Дж. Буша и премьер-министра Великобритании Тони Блэра, которых Путин к тому времени считал своими друзьями и с которыми усиленно налаживал партнёрские отношения. 19 мая 2022 года государственный секретарь США Энтони Блинкен заявил, что в 1990-е годы Россия отклонила предложение вступить в НАТО.

### Осложнение отношений
Осложнение отношений между Россией и НАТО в начале 2008 года вызвало обсуждение альянсом обращений Украины и Грузии о присоединении к Плану действий по подготовке к членству в НАТО (ПДПЧ). США приложили значительные усилия, чтобы убедить своих союзников по НАТО в необходимости присоединения Грузии и Украины к ПДПЧ на Бухарестском саммите альянса в апреле 2008 года. Позиция США была поддержана прибалтийскими странами, Болгарией, Румынией, Польшей, Чехией, Словакией, Словенией, а также Канадой. В то же время резкое противодействие этому предложению оказали Германия и Франция, которых поддержали Италия, Нидерланды, Люксембург, Испания, Бельгия, Португалия. Несмотря на то, что Грузия и Украина так и не получили официального приглашения стать участниками ПДПЧ, им дали понять, что дорога в НАТО для них расчищена и необходимо лишь немного подождать. Главы государств и правительств стран-членов НАТО заявили в Бухаресте, что Грузия и Украина станут членами НАТО, когда будут соответствовать предъявляемым требованиям к членству в этой организации. Найденный компромисс между выступавшими за включение Грузии и Украины в НАТО США и возражавшими Германией и Францией состоял в том, чтобы заявить, что две страны в будущем войдут в НАТО, но на практике отложить вступление навсегда, как нереальное и несовместимое с интересами ключевых членов.
Россия, однако, продолжает рассматривать продвижение НАТО на Восток как угрозу своим стратегическим интересам в Европе. По итогам апрельского саммита НАТО (2008) глава Генштаба РФ генерал Юрий Балуевский заявил, что, если Грузия и Украина присоединятся к НАТО, Россия будет вынуждена принять «военные и иные меры» для обеспечения своих интересов вблизи государственных границ. Владимир Путин, со своей стороны, заявил о намерении «предметно поддержать» Абхазию и Южную Осетию, руководители которых обратились к нему с посланиями, выразив опасения по поводу принятого на саммите НАТО решения. Как было отмечено в заявлении российского МИД, «Россия своё отношение к курсу руководства Грузии на ускоренную атлантическую интеграцию доводила до сведения и грузинской стороны, и членов альянса. Любые попытки оказать политическое, экономическое, а тем более военное давление на Абхазию и Южную Осетию являются бесперспективными и контрпродуктивными».
19 августа 2008 года в связи с грузино-югоосетинским конфликтом деятельность Совета Россия — НАТО была по инициативе альянса приостановлена. 22 августа российской стороной было прекращено сотрудничество с НАТО (решение о восстановлении сотрудничества было принято в марте 2009 года, заседания Совета были возобновлены на разных уровнях в декабре 2009 — январе 2010 года).

### Сотрудничество по Афганистану
С 11 августа 2003 года НАТО осуществляло оперативное руководство Международными силами содействия безопасности в Афганистане (МССБ). Тема обеспечения стабильности и безопасности в Афганистане занимала одно из главных мест в политической повестке дня Совета Россия — НАТО, обсуждалась на регулярных посольских и министерских заседаниях Совета. На прошедшем в июне 2003 года в Брюсселе заседании СРН на уровне министров обороны Сергей Иванов передал НАТО российские предложения о взаимодействии по Афганистану, включая транзит войсковых контингентов стран альянса и их переброску по воздуху с использованием российской военно-транспортной авиации. Совет НАТО эти предложения принял.
Выступая на 40-й Мюнхенской конференции по вопросам безопасности (6—8 февраля 2004 года), министр обороны РФ Сергей Иванов отмечал, что масштабные успехи в практической реализации антитеррористической международной стратегии, к которым он отнёс разгром «Талибана» и инфраструктуры «Аль-Каиды» в Афганистане, сопровождались и тревожными тенденциями — активизацией международных террористических структур, «перетеканием» ячеек «Аль-Каиды» (прежде всего, в ближневосточный регион), частичным восстановлением боевого потенциала движения талибов в Афганистане и Пакистане. Территория Ирака стала центром притяжения для представителей террористических группировок со всего Ближнего и Среднего Востока. Кроме того, после начала операции в Афганистане это государство вновь стало главным источником наркотиков, которые поставляются через территорию СНГ и России в Западную Европу. Наркотрафик из Афганистана стал серьёзной угрозой национальной безопасности ряда центральноазиатских стран и России.
В 2007 году директор департамента общеевропейского сотрудничества МИД России Сергей Рябков заявлял, что борьба с наркотрафиком — это то немногое, что реально объединяет Россию с НАТО и даже может служить своего рода «визитной карточкой» сотрудничества России с альянсом. При этом директор Федеральной службы России по наркоконтролю Виктор Иванов заявлял о крайней обеспокоенности России растущим наркотрафиком с территории Афганистана и выступал с критикой в адрес объединённого командования силами альянса в Афганистане.
В рамках сотрудничества России с НАТО по вопросу военной операции в Афганистане российская сторона заключила с США (в 2009 году) и Германией (в 2008 году) соглашения о транзите через свою территорию военных грузов для войск, участвующих в Международных силах содействия безопасности (см. Северная распределительная сеть). До июня 2012 года через территорию России наземным и воздушным путём было транспортировано 379 000 военнослужащих и 45 000 военных контейнеров в поддержку операции в Афганистане.
В начале февраля 2012 года в российских СМИ появилась информация о переговорах по возможному созданию перевалочного пункта (логистической базы) НАТО в Ульяновске. (подробнее см. статью Ульяновск-Восточный).

### Программа SALIS
В связи с дефицитом транспортной авиации европейские страны НАТО сочли возможным привлечь тяжёлую транспортную авиацию бывшего СССР для перевозок в интересах своих вооружённых сил. Программа получила название SALIS (англ. Strategic Airlift Interim Solution). Предполагалось, что она станет временной до решения европейскими партнёрами НАТО проблем с тяжёлой транспортной авиацией. В 2003 году в Стамбуле был подписан протокол о намерениях. Проведённый по этой программе в 2004 году тендер выиграла компания Ruslan SALIS GmbH — совместное предприятие авиакомпаний «Волга-Днепр» и «Antonov Airlines». В 2006 году был подписан первый контракт.
В связи с событиями на Украине 2014 года компания «Antonov Airlines» отказалась участвовать в совместном с Россией проекте. В декабре 2016 года, при заключении очередного контракта в рамках SALIS, он был разделён на два отдельных контракта — один для старого партнёра Ruslan SALIS GmbH, второй для вновь созданного представителя «Antonov Airlines» — Antonov SALIS GmbH. 60 % законтрактованного лётного времени отдано Ruslan SALIS GmbH, 40 % досталось Antonov SALIS GmbH.

## Россия и НАТО после 2014 года

### 2014—2018
В марте 2014 года отношения между Россией и НАТО обострились из-за аннексии Крыма Россией. Генеральный секретарь НАТО Андерс Фог Расмуссен расценил данные события как угрозу суверенитету Украины и европейской безопасности. 5 марта Андерс Фог Расмуссен по итогам внеочередного заседания Совета НАТО по Украине сообщил, что альянс намерен пересмотреть «весь спектр» сотрудничества с Россией из-за её политики по отношению к Украине; в частности, речь шла о приостановке деятельности совместной миссии по уничтожению сирийских химических вооружений. НАТО приостановило «проведение военных и гражданских встреч с Россией и планирование совместных военных миссий», за исключением заседаний Совета Россия — НАТО на уровне послов. Совет НАТО также принял решение расширить практическое сотрудничество с Украиной, включая проведение совместных учений «в знак поддержки этой страны и процесса демократических реформ». Он также пообещал оказать содействие в повышении военных возможностей Украины.
1 апреля 2014 года на встрече министров иностранных дел стран-членов НАТО в Брюсселе альянс объявил о приостановлении всех видов гражданского и военного сотрудничества с Россией, фактически парализовав работу Совета Россия — НАТО — таким образом, блок НАТО в одностороннем порядке прекратил действие соглашения о партнёрстве с Россией. 8 апреля было объявлено о решении запретить доступ в штаб-квартиру НАТО в Брюсселе всем сотрудникам постпредства РФ, кроме постпреда, заместителя главы миссии, а также помощника и водителя постпреда. На тот момент в постпредстве РФ при НАТО числилось около 70 сотрудников. В течение последующих месяцев делегация сократилась до 50 человек.
В сентябре 2014 года Россия впервые после окончания «холодной войны» не была приглашена на саммит НАТО, на котором было принято решение о создании объединённой оперативной группы повышенной готовности в составе сил быстрого реагирования НАТО на случай нападения России на какую-либо из стран НАТО.
25 декабря 2014 года президент Владимир Путин утвердил новую редакцию военной доктрины России, в которой в качестве одной из внешних военных опасностей определено наращивание силового потенциала НАТО и приближение военной инфраструктуры стран — членов НАТО к российским границам.
В апреле 2015 года руководством НАТО было принято решение уменьшить численность делегаций при штаб-квартире НАТО для стран, не входящих в альянс, до 30 человек. По сообщению британской газеты Guardian, на практике это ограничение коснулось лишь России.
На саммите НАТО в июле 2016 года Россия была признана основной угрозой безопасности для альянса, а её сдерживание было официально провозглашено новой миссией НАТО. С точки зрения НАТО, аннексия Крыма Россией и вовлечённость России в конфликт на востоке Украины полностью изменили стратегическую ситуацию в Европе. Действия России по отношению к Украине рассматриваются как угроза восточноевропейским членам НАТО и, в частности, странам Балтии, где имеется значительное русскоязычное меньшинство.
В 2015—2017 годах была существенно усилена военная активность Североатлантического альянса вблизи границ России и началось расширенное передовое присутствие объединённых вооружённых сил НАТО на территории прибалтийских государств — Литвы, Латвии и Эстонии.
В 2017—2018 годах в рамках реализации «Плана действий по повышению боевой готовности вооружённых сил НАТО» и «Концепции передового присутствия и усиления» численность военнослужащих сил первоочередного задействования блока была увеличена с 25 до 40 тысяч человек. На территориях стран Балтии были развёрнуты усиленные батальонные тактические группы многонационального состава численностью до 1000 военнослужащих каждая. Реализуется американская инициатива «4 по 30», которая предусматривает готовность к применению 30 механизированных батальонов, 30 авиационных эскадрилий и 30 боевых кораблей стран блока в течение 30 суток. Реанимируется существовавшая в годы «холодной войны» система трансатлантических перебросок войск усиления из США и Канады в Европу для развёртывания крупных коалиционных группировок на границе с Россией.
В целях эффективного руководства силами на «восточном фланге» НАТО дополнительно к уже имеющимся двум штабам многонациональных дивизий «Северо-восток» в Польше и «Юго-восток» в Румынии реализуется решение о формировании штаба многонациональной дивизии «Север» на базе управления датской мотопехотной дивизии. Её оперативная группа, судя по сообщениям СМИ, 8 марта 2019 года была развёрнута в населённом пункте Адажи (Латвия). Отмечается существенное повышение интенсивности оперативной и боевой подготовки вооружённых сил НАТО в непосредственной близости от российских границ.
США и их партнёрами по НАТО уделяется серьёзное внимание активным действиям в киберпространстве и получению тотального контроля над этой сферой. Созданные альянсом центр стратегических коммуникаций НАТО в Риге и объединённый центр передового опыта в области киберзащиты в Таллине нацелены на ведение масштабной информационной войны. Их основной задачей является выведение из строя вычислительных сетей критически важных объектов и инфраструктуры потенциального противника путём нарушения функционирования систем государственного управления, финансовых институтов, предприятий, электростанций, вокзалов и аэропортов.
В марте 2018 года генеральный секретарь НАТО Йенс Столтенберг заявил, что войска альянса могут оставаться в Восточной Европе «до тех пор, пока это будет необходимо». Главной задачей группировки является «защита территориального суверенитета государств-членов от любой агрессии». Столтенберг напрямую связал увеличение группировки в Восточной Европе с событиями в Крыму и Донбассе. В конце марта генеральный секретарь НАТО Йенс Столтенберг объявил о высылке семерых сотрудников миссии России при НАТО и отказе в аккредитации ещё троим
Происходит усиление военного присутствия и форсированное развитие военной инфраструктуры альянса на территории Восточной Европы и Прибалтики. Значительно возросло количество и интенсивность учений, для проведения которых в приграничные с Россией регионы перебрасываются дополнительные контингенты военнослужащих и тяжёлая военная техника стран НАТО.
К военным мероприятиям НАТО всё более активно привлекаются Швеция, Финляндия, Грузия, Украина и другие страны — партнёры этого блока. Формируются передовые командно-штабные подразделения; принято решение о создании новых объединённых командований НАТО (по обеспечению безопасности транспортных коридоров в регионах Северной Атлантики и Арктики и по управлению, планированию и логистике в целях организации военных перевозок в Европе). Объявлено о планах передового складирования военной техники на территории Центральной и Восточной Европы и Прибалтики. Усилены группировки кораблей в акватории Балтийского моря. Увеличилось число заходов и продолжительность пребывания в Чёрном море кораблей ВМС нечерноморских государств-членов НАТО, в первую очередь США. Усилено патрулирование авиацией НАТО воздушного пространства Прибалтики. Развёрнут комплекс ПРО США в Румынии и готовится к вводу в строй аналогичный объект в Польше. Достигнута договорённость об увеличении постоянного американского контингента на территории Польши.
В МИД РФ отмечали, что решения саммита НАТО в Брюсселе (2018) подтвердили линию на военно-политическое «сдерживание» России и продолжение долгосрочного курса на наращивание коалиционных возможностей НАТО по созданию группировок войск и дальнейшему совершенствованию военной инфраструктуры у российских границ. Отмечалось продолжающиеся действия НАТО по расширению своего геополитического пространства на территории Балканского полуострова. В этой связи, в частности, указывается на форсирование членства Боснии и Герцеговины в НАТО и создание так называемой «армии Косово» при попустительстве натовских «Сил для Косово», что усугубляет имеющиеся противоречия и серьёзно дестабилизирует ситуацию в регионе.

### 2019—2022
С лета 2019 года диалог в формате Совета Россия — НАТО прекратился. По словам главы МИД РФ Сергея Лаврова, Россия не отказывается работать в СРН, но не считает для себя возможным обсуждать в таком формате украинский вопрос, тогда как в НАТО этому вопросу отводят приоритетное место.
В ноябре 2020 года президент Путин на совещании с руководством Минобороны и предприятий оборонно-промышленного комплекса отметил, что, несмотря на предложение России снизить активность на время пандемии коронавируса, страны НАТО, наоборот, усилили интенсивность манёвров авиации и флота.
В марте 2021 года в Брюсселе прошло заседание министров иностранных дел стран НАТО, Финляндии и Швеции, посвящённое «угрозам со стороны РФ». Участники заседания признали, что отношения НАТО с Россией в обозримом будущем будут оставаться сложными. Россию обвинили в «дестабилизации ситуации» в соседних странах за рубежом, включая Украину, Грузию и Молдавию, и в «жестоком подавлении политического инакомыслия» на своей территории. По словам генсека НАТО Йенса Столтенберга, Россия «пытается вмешиваться в дела стран Западно-Балканского региона», распространяет дезинформацию, агрессивно действует в киберпространстве. Кроме того, в НАТО наблюдают увеличение «ракетной угрозы» со стороны России и «масштабное усиление военного потенциала, от Балтики до Чёрного моря, на Ближнем Востоке и в Северной Африке, от Средиземного моря до Арктики». Столтенберг напомнил, что «в ответ на действия России НАТО осуществило самое масштабное усиление коллективной обороны, продвинулось в гибридной и киберобороне». Госсекретарь США Энтони Блинкен заявил, что «США продолжают поддерживать двусторонний подход НАТО к России путём усиления сдерживания и обороны, в том числе с помощью боеспособных войск в восточной части нашего альянса». При этом на заседании была подтверждена необходимость диалога с РФ по таким вопросам, как ядерное соглашение с Ираном, изменение климата, сфера стратегической стабильности.
Весна 2021 года ознаменовалась обострением напряжённости в зоне войны на востоке Украины. Украина обвиняла Россию в наращивании группировки войск на российско-украинской границе, Россия Украину — в переброске дополнительных войск и вооружений к зоне конфликта. Многократно возросло число обстрелов на линии соприкосновения на Донбассе. В НАТО отреагировали на намечающееся противостояние — в Брюсселе прошло экстренное заседание комиссии Украина—НАТО, состоялись переговоры главы МИД Украины Дмитрия Кулебы с госсекретарём США Энтони Блинкеном и генсеком НАТО Йенсом Столтенбергом. В штаб-квартире НАТО прошла экстренная видеоконференция глав МИД и Минобороны стран-членов альянса. Российские представители обвинили саму Украину в том, что она с 2014 года ведёт войну в Донбассе, а США и НАТО, поощряя эти действия, фактически превращают Украину в «пороховую бочку» Европы. Немного снять напряжение позволил лишь телефонный разговор президентов России и США Владимира Путина и Джо Байдена, состоявшийся 13 апреля. Как заявили в Белом доме, «президент Байден подчеркнул непоколебимую приверженность США суверенитету и территориальной целостности Украины. Президент выразил обеспокоенность в связи с внезапным наращиванием военного присутствия России в оккупированном Крыму и на украинских границах, а также призвал Россию к деэскалации напряжённости». В Кремле, в свою очередь, отметили, что Владимир Путин «изложил базирующиеся на минском комплексе мер подходы к политическому урегулированию» на Украине.
В середине мая на заседании Военного комитета НАТО на уровне начальников штабов глава Военного комитета Стюарт Пич заявил: «Мы видели некоторое сокращение числа военных на украинской границе, но там остаются десятки тысяч военнослужащих. Россия пытается навязать ограничения в Чёрном море, в частности, ограничить доступ в Азовское море через Керченский пролив. По этой причине НАТО должно проявлять бдительность и сохранять свободу перемещения на морях и в воздушном пространстве».
В мае в разных частях европейского континента, включая Восточную Европу и Прибалтику, прошли крупнейшие с начала века учения Defender Europe-21, в которых приняли участие 12 государств. На фоне этих учений очередным шагом в наметившемся противостоянии двух блоков стало заявление министра обороны РФ Сергея Шойгу о том, что до конца 2021 года в Западном военном округе будет сформировано около 20 новых воинских соединений и частей для противодействия передовым силам НАТО.
На саммите НАТО в июне 2021 года Россию обвинили в том, что она «продолжает нарушать ценности, принципы, доверие и обязательства, изложенные в документах, лежащих в основе отношений между альянсом и Москвой». Руководители государств и правительств НАТО призвали власти РФ исключить Чехию и США из списка «недружественных стран», выразили обеспокоенность наращиванием военного потенциала России, проведением масштабных учений близ границ с НАТО, нарушениями воздушного пространства членов блока, военной интеграцией с Белоруссией. Отдельный абзац принятого коммюнике был посвящён «гибридным действиям» России, направленным против государств—членов НАТО («попыткам вмешательства в выборы и демократические процессы», «политическому и экономическому давлению и запугиванию», «широкомасштабным кампаниям по дезинформации», «вредоносным кибероперациям» и пр.). Россию также осудили за использование «агрессивной и безответственной риторики» и «политику стратегического запугивания» в ядерной сфере. Из заявления лидеров НАТО следует, что они не готовы обсуждать предложение президента РФ Владимира Путина о введении моратория на размещение любых ракет средней и меньшей дальности наземного базирования в Европе.
6 октября было объявлено о высылке восьми членов российской миссии при НАТО и упразднении ещё двух позиций, что привело к сокращению российской миссии с 20 до 10 дипломатических сотрудников. Причиной стала предполагаемая «враждебная деятельность». 18 октября МИД РФ объявил о закрытии на неопределённый срок постпредства страны при НАТО. Одновременно было объявлено о прекращении деятельности в Москве Военной миссии связи и Информационного бюро НАТО.
21–22 октября на заседании министров обороны стран НАТО был согласован секретный план альянса по сдерживанию «потенциальной агрессии со стороны РФ». По сообщению агентства Рейтер, речь идёт о подготовке НАТО к одновременному нападению в Балтийском и Черноморском регионах, в том числе с использованием ядерного оружия, кибератак или космических систем. По словам генсека НАТО Йенса Столтенберга, особую тревогу альянса вызывают угрозы, исходящие от российского ракетного оружия. В качестве ответных мер НАТО намерено усилить системы ПРО и ПВО, укрепить свои вооружённые силы реактивными самолётами пятого поколения, адаптировать под новые вызовы учения и разведывательную деятельность, а также повысить боеготовность и эффективность ядерного сдерживания. На заседании было одобрено создание Инновационного фонда НАТО размером в 1 млрд долларов для развития военных технологий и технологий двойного назначения. Также была согласована Стратегия НАТО в области искусственного интеллекта.
Со своей стороны, министр обороны РФ Сергей Шойгу заявил об обострении военно-политической обстановки на границе Союзного государства России и Белоруссии: «Наращивается передовое присутствие блока НАТО…, совершенствуется его военная инфраструктура, создаются запасы вооружения, военной техники и материальных средств, отрабатываются мероприятия по переброске войск». По его словам, в Польшу и прибалтийские государства переброшены бронетанковая бригада сухопутных войск США и четыре многонациональные батальонные тактические группы, сформированы штабы коалиционных дивизий НАТО в Румынии, Польше и Латвии, увеличивается ёмкость портовой и аэродромной инфраструктуры, ведутся работы по модернизации тактического ядерного оружия и баз его хранения в европейских странах. Как заявил Шойгу, количество полётов разведывательной и тактической авиации ВВС НАТО близ границ РФ по сравнению с 2020 годом возросло почти на треть, интенсифицировалось количество учений, сценарий которых основывается на вооружённом противоборстве с Россией: «Всё чаще к ним привлекаются страны, не входящие в альянс: Грузия, Украина, Швеция и Финляндия. Для проведения манёвров стали активнее использоваться территории стран Балтии, Польши, акватория Балтийского моря». «Военные угрозы, политическое и экономическое давление со стороны западных стран» вынудили Россию и Белоруссию принять ответные меры, одна из них — новая Военная доктрина Союзного государства, которую планируется утвердить 4 ноября на заседании Высшего государственного Совета Союзного государства.
Очередное обострение отношений НАТО с Россией произошло в начале ноября, когда в западных СМИ появились публикации о том, что Россия вновь стягивает войска к украинской границе. 16 ноября генсек НАТО Йенс Столтенберг призвал Запад послать России «чёткий сигнал с призывом сократить напряжение, избежать любой эскалации на Украине и около Украины».
29 ноября госсекретарь США Энтони Блинкен отправился в турне по Европе, в ходе которого принял участие во встрече глав МИДов стран—членов НАТО в Риге и в заседании Совета министров ОБСЕ в Стокгольме, а также провёл ряд многосторонних консультаций и двусторонних встреч. Главной целью этого турне было обсуждение ситуации в сфере европейской безопасности, обострившейся в связи с эскалацией вокруг Украины. По данным газеты The Wall Street Journal, на встрече глав МИД стран НАТО в Риге США собирались предложить союзникам выбрать одну из двух моделей отношений с Москвой в ответ на «военное давление на Украину»: игру на обострение, повышающую угрозу военного конфликта и предполагающую усиление оборонного потенциала Украины, увеличение поставок на Украину средств ПВО и оказания ей другой военной помощи, а также введение новых жёстких санкций в отношении России, — или снижение военной активности НАТО в Европе, предполагающее ограничение военных учений в Европе, приостановку военной помощи Украине и «более решительное» возвращение к Минским соглашениям.
1 декабря генеральный секретарь НАТО Йенс Столтенберг пригрозил России санкциями в случае эскалации ситуации на Украине. Он также назвал неприемлемой даже мысль о том, что у России может быть сфера влияния, «потому что её соседи — это суверенные государства»: «В альянсе постановили, что однажды Украина станет членом НАТО. Решение о том, когда это произойдёт, будут принимать 30 государств—членов НАТО и Украина. У России нет права вето в этом вопросе, её мнение не учитывается. У неё нет права восстанавливать принцип сфер влияния и через это воздействовать на соседние страны». В тот же день во время встречи глав МИД стран НАТО в Риге госсекретарь США Энтони Блинкен заявил, что в случае вторжения на Украину против России могут быть задействованы «высокоэффективные экономические меры». На этом же мероприятии Йенс Столтенберг заявил, что следующая стратегическая концепция НАТО должна отражать вызовы «новой реальности», в которой РФ и КНР «подрывают международный миропорядок».
1 декабря президент России Владимир Путин на церемонии вручения верительных грамот иностранными послами в Кремле заявил, что Россия в диалоге с западными странами будет стремиться к достижению соглашений об отказе НАТО от расширения на восток и размещения вооружений вблизи границ России. «Перед нашей дипломатией сейчас стоит первоочередная задача — добиваться предоставления сильных, надёжных и долгосрочных гарантий безопасности. В диалоге с США и их союзниками будем настаивать на выработке конкретных договорённостей, исключающих любые дальнейшие продвижения НАТО на восток и размещение угрожающих нам систем оружия в непосредственной близости от территории России», — сказал Путин. Он добавил, что предложил начать «предметные переговоры» по этому вопросу. По его словам, речь пойдёт об обеспечении «правовых, юридических гарантий», поскольку соответствующие устные обязательства западные страны выполнить отказались. «Мы для себя никаких особых условий не требуем. Понимаем, что любые договорённости непременно должны учитывать как интересы России, так и всех государств Евроатлантики. Спокойная, стабильная ситуация должна быть обеспечена для всех и нужна всем без исключения»,— подчеркнул Путин. 2 декабря глава МИД РФ Сергей Лавров, выступая на заседании министров иностранных дел стран ОБСЕ, предупредил, что Европа может вернуться к «кошмарному» сценарию военного противостояния, чему, по его словам, способствуют планы размещения на европейской территории американских ракет средней дальности, приближение инфраструктуры НАТО к границам РФ и военная «накачка» Украины, «подогревающая настрой Киева на саботаж Минских договорённостей и подпитывающая иллюзию возможности силового решения конфликта». Из выступления министра чётко следовало, что вступление Украины в НАТО — это «красная линия» для России.
2 декабря после встречи Сергея Лаврова и госсекретаря США Энтони Блинкена в Стокгольме МИД РФ сообщил: «Подчёркнуто, что игнорирование законных озабоченностей России, втягивание Украины в геополитические игры США на фоне развёртывания сил НАТО в непосредственной близости от наших границ будут иметь самые серьёзные последствия, вынудят принять ответные меры для выправления военно-стратегического баланса. Альтернативой этому могли бы стать долгосрочные гарантии безопасности на наших западных рубежах, что следует рассматривать как императивное требование».
7 декабря состоялись переговоры между Владимиром Путиным и Джо Байденом в формате видео-конференц-связи. В российском пресс-релизе по итогам переговоров говорится, что «преобладающее место в разговоре заняла проблематика, связанная с внутриукраинским кризисом и отсутствием прогресса в выполнении Украиной минских договорённостей, являющихся безальтернативной основой мирного урегулирования»: «Президент России на конкретных примерах проиллюстрировал деструктивную линию Киева, направленную на полный демонтаж Минских соглашений и договорённостей, достигнутых в „нормандском формате“, высказал серьёзную озабоченность по поводу провокационных действий Киева против Донбасса». В пресс-релизе, который часом раньше появился на сайте Белого дома, говорилось, что Джо Байден обратил внимание Путина на якобы «угрожающий» характер передвижений российских войск вблизи украинских границ и заявил, что США и их союзники готовы ввести санкции в случае дальнейшей эскалации обстановки. Владимир Путин в ответ заявил, что «НАТО предпринимает опасные попытки освоения украинской территории» и наращивает военный потенциал у границы России, а «поэтому Россия серьёзно заинтересована в получении надёжных, юридически зафиксированных гарантий, исключающих расширение НАТО в восточном направлении и размещение в сопредельных с Россией государствах ударных наступательных систем вооружений». Президенты договорились «поручить своим представителям вступить в предметные консультации по этим чувствительным вопросам». Позже в Белом доме и Кремле выступили с дополнительными пояснениями. Согласно заявлению Белого дома, лидеры США и европейских стран «договорились поддерживать тесную связь по поводу скоординированного и всеобъемлющего подхода в ответ на наращивание военной мощи России на границах Украины». На брифинге для журналистов советник президента США по национальной безопасности Джейк Салливан заявил, что Байден «был откровенен с президентом Путиным» и прямо ему сказал, «что в случае дальнейшего вторжения России на Украину Соединённые Штаты и наши европейские союзники отреагируют на это решительными экономическими мерами… Мы предоставим украинцам дополнительные защитные ресурсы сверх того, что мы уже предоставляем». Также, по его словам, Байден заявил Путину, что США и их союзники намерены обсуждать и другие серьёзные стратегические вопросы — например, «механизмы, помогающие снизить нестабильность». В ответ на вопрос журналистов, обсуждалась ли тема продвижения НАТО на Восток, Салливан ответил, что Байден «не давал таких обязательств или уступок»: «Он поддерживает точку зрения, что страны должны иметь возможность свободно выбирать, с кем они будут ассоциироваться». «И мы также считаем, что должен существовать альтернативный путь, благодаря которому мы сможем добиться прогресса в дипломатии по вопросу Донбасса и с помощью которого мы сможем решить проблемы безопасности НАТО и США, а также проблемы безопасности России»,— сообщил Джейк Салливан.
8 декабря Джо Байден анонсировал встречу на самом высоком уровне с участием России, США и как минимум четырёх союзников Вашингтона по НАТО. На ней, по его словам, обсудят российскую обеспокоенность касательно расширения альянса и то, «возможно ли выработать какие-либо меры для снижения напряжённости на восточном фланге». Это заявление, однако, вызвало крайне нервную реакцию ряда других стран НАТО, прежде всего восточноевропейских. В итоге ни о какой подобной встрече объявлено не было.

### Полномасштабная война России с Украиной
В качестве одной из причин полномасштабного вторжения на территорию Украины Владимир Путин утверждал, что расширение НАТО угрожает безопасности России. Несмотря на это, Москва в прошлом признала право Украины войти в НАТО. Исследование профессора международных отношений Роберта Персона и профессора политологии Майкла Макфола показало, что после успехов демократии на постсоветском пространстве претензии российского правительства к НАТО стали закономерными. В действительности, по мнению исследователей, Владимир Путин опасается не НАТО, а демократии и угрозы, которую она представляет его режиму, и попытка оградиться от НАТО не уменьшит его чувство опасности.
29 июня президент России Владимир Путин, комментируя ситуацию со Швецией и Финляндией, в отношении которых было принято решение о вступлении в НАТО, заявил, что у РФ нет таких проблем с этими странами, какие есть с Украиной: «У нас нет ни территориальных вопросов и споров, у нас нет ничего, что нас могло бы беспокоить. Ну, хочется им — пожалуйста». Однако Путин уточнил, что если ранее для Финляндии и Швеции не было никаких угроз, то теперь в случае размещения там вооружённых сил и инфраструктуры, Россия будет вынуждена будет «создавать такие же угрозы для территорий, откуда следуют угрозы и нам».
Президент подчеркнул, что тезис НАТО по поводу того, что РФ боролась против расширения организации за счёт Украины, однако теперь с присоединением к ней Швеции и Финляндии получит обратный эффект, не имеет под собой оснований. По мнению Путина, такие предположения делаются для того, чтобы подменить понятия и показать, что Кремлю якобы не удаётся достичь необходимого результата.
10 августа министр обороны США Ллойд Остин заявил, что Североатлантический альянс не стремится к противостоянию с Россией и не является угрозой для нее. Остин поясняет, что НАТО не ищет конфронтации с Россией и не представляет для нее угрозы, позиция лишь отражает приверженность статье 5 Вашингтонского договора.
10 августа 2022 года первый заместитель Руководителя Администрации Президента РФ Сергей Кириенко заявил, что Запад проводит «горячую военную операцию» против России. Он заявил, что Россия отдает себе отчет, что воюет не с Украиной, а с блоком НАТО, который «ведет войну против России, на территории Украины и руками украинцев».
Летом 2022 года Newsweek опубликовал выводы из доклада NATO Defense College, в котором говорится о том, что Россия в ходе боевых действий на Украине может экономить свою боевую мощь, включая воздушные силы, для дальнейшего нападения на страны НАТО. «Россия не использовала весь свой военный потенциал в нападении на Украину», — сообщили авторы доклада. Они обосновывают это тем, что Владимир Путин не отдавал приказа о всеобщей мобилизации, ограниченным использованием авиации, постепенным развертыванием более старых и менее точных систем вооружений, а также скрытыми атаками России в киберпространстве. Официальный российский нарратив почти всегда носит оборонительный характер, но суть подхода Москвы заключается в изменении статус-кво. В этом контексте сохраняется возможность нападения на страну НАТО, — говорится в докладе.
Бывший заместитель главнокомандующего объединенными силами НАТО в Европе, генерал сэр Ричард Ширрефф заявил, что успех украинского контрнаступления был «доказательством» военной поддержки Киева, особенно со стороны США и Великобритании. Военачальник высказал опасения относительно готовности НАТО к прямому противостоянию с Россией. По его мнению, для этого необходим запуск ранее остановленных военных производств для производства боеприпасов, собственные запасы которых истощены.
11 октября 2022 года генеральный секретарь НАТО Йенс Столтенберг, отвечая на вопрос: не беспокоит ли его, что союзники по альянсу, снабжая Украину всем, чем могут, сами остаются незащищенными, — заявил, что победа России на Украине станет «поражением для всех нас». Днем позже Кремль заявил, что эти комментарии генсека Североатлантического альянса Столтенберга можно считать подтверждением того, что НАТО воюет на стороне Украины в конфликте Киева с Россией.
В октябре 2022 года Владимир Путин, выступая на «Валдае», заявил, что Россия многократно пыталась выстроить конструктивные отношения с НАТО, но всегда на свои действия получала отказ. «Посыл был один — давайте жить дружно», — сказал Путин, обратив внимание на то, что Россия не бросает вызов, а просто борется за своё право на существование. При этом президент РФ заявил, что период «безраздельного доминирования Запада» в мировых делах завершается.
В начале ноября 2022 года министр обороны России Сергей Шойгу сообщил о том, что многонациональная группировка североатлантического альянса у границ Российской Федерации с февраля текущего года выросла до более чем 30 тысяч человек. По его словам, в Восточной и Центральной Европе, а также в странах Балтии развернуты силы внерегиональных государств НАТО. Новые батальонные тактические группы многонационального состава создаются в Болгарии, Венгрии, Румынии и Словакии. Министр обороны РФ отметил, что размер группировки НАТО у границ России может увеличиться уже в ближайшей перспективе.

#### Предложения России по «гарантиям мира и безопасности»
15 декабря 2021 года в ходе визита помощника госсекретаря США по Европе и Евразии Карен Донфрид в Москву заместитель министра иностранных дел Сергей Рябков передал ей для руководства США и НАТО проекты «Договора о гарантиях безопасности» и соглашения о мерах обеспечения безопасности России и стран НАТО «в свете непрекращающихся попыток США и НАТО изменить в свою пользу военно-политическую ситуацию в Европе». В проекте договора со США Россия предложила закрепить принцип невозможности (и недопустимости) развязывания ядерной войны. Блоку НАТО Россия предложила вернуться к работе Совета Россия — НАТО, восстановить каналы связи и перестать рассматривать друг друга в качестве противников.

### 2023—2024
В январе 2023 года начался поход кораблей Северного флота к берегам Южной Африки, где с 17 по 26 февраля прошли учения военно-морских сил России, КНР и ЮАР. Затем российская эскадра продолжила свой путь к иранским берегам. 5 апреля фрегат «Адмирал Горшков» с отрядом кораблей зашел в порт Джидда Саудовской Аравии для пополнения запасов топлива, воды и продовольствия. Побывав в Сирии и Алжире, корабли вернулись в Североморск 24 сентября на 261 сутки похода.
21 февраля 2023 года президент Путин объявил о приостановке участия России в Договоре о стратегических наступательных вооружениях, заявив про необходимость контролировать ядерные арсеналы не только США и РФ, но и прочих держав, включая Францию и Великобританию.
В апреле 2023 года пресс-секретарь президента РФ Дмитрий Песков заявил, что возможное размещение тактического ядерного оружия в Белоруссии станет ответом на расширение НАТО «со своей военной инфраструктурой» в сторону границ Российской Федерации; по его словам, Россия принимает меры по уравновешиванию глобальной безопасности в Европе каждый раз, когда альянс НАТО делает в шаг в сторону РФ.
Летом 2023 года Финляндия определила для американцев особые «военные районы» на своей территории, где те смогут построить для своих нужд, например, аэродромы или гавани. Не исключено, что один из таких районов будет в Лапландии. Что же касается их количества, то здесь можно ориентироваться на пример Норвегии, согласившейся с тем, что США будут иметь на норвежской земле три аэродрома и одну военно-морскую базу.
С весны 2024 года американские войска смогут присутствовать на 17 шведских военных базах. Одновременно вступает в эксплуатацию база противоракетной обороны Aegis Ashore, расположенная близ поселка Редзиково в Польше. Ещё одна американская база ПРО в Европе действует с 2016 года в румынском Девеселу. Также в систему американского противоракетного щита над ЕС войдут базирующиеся в гаванях Испании эсминцы ВВС США типа Arleigh Burke.
В июне 2024 года президент РФ Владимир Путин заявил, что нападение России на НАТО невозможно. Он назвал сообщения о потенциальном конфликте Москвы с североатлантическим альянсом выдуманными и «пугалами для бюргеров». В прошлом, перед полномасштабным вторжением РФ в Украину, правительство РФ неоднократно утверждало, что нападения не будет.
В декабре 2024 года министр обороны РФ Андрей Белоусов заявил, что МО РФ в 2024 году строило свою деятельность, исходя из возможной войны с НАТО в ближайшее десятилетие. По его словам, об возможном военном конфликте говорят ряд решений, которые были приняты на июльском саммите Североатлантического альянса, а также доктринальные документы США и их союзников по блоку.

### 2025—2027
17 июля 2025 года на оборонной конференции стран НАТО в Висбадене новый главнокомандующий объединёнными вооружёнными силами НАТО в Европе американский генерал Алекс Гринкевич заявил, что война Североатлантического альянса с Россией и Китаем может начаться в 2027 году. В этой связи, Командующий сухопутными войсками США в Европе и Африке генерал Кристофер Донахью представил свой план превентивного удара по Калининграду, в котором идёт речь о детально проработанном сценарии, включающем воздушную, морскую и наземную операцию сил НАТО. Кремль оставляет за собой право на симметричный ответ, включая удар по штаб-квартире альянса.

## Манёвры войск Альянса

### Северные моря

Члены НАТО и ОДКБ на карте мира

В мае 2015 года у побережья Норвегии состоялись крупнейшие в истории НАТО учения по обнаружению подводных лодок под кодовым названием «Стремительный мангуст» (англ. Dynamic Mongoose), рассматриваемые как ответ на предполагаемую угрозу со стороны российских подводных лодок в Северном море.
С 25 октября по 7 ноября 2018 года в территориальных водах Норвегии прошли крупнейшие со времён окончания холодной войны манёвры на море, суше и в воздухе с участием всех 29 стран альянса, а также Швеции и Финляндии. Более 50 кораблей, 250 самолётов, десять тысяч единиц транспорта и 50 тысяч человек личного состава были задействованы в ходе условно-боевых действий, направленных против вооружённой агрессии некоего восточного государства. Руководство активной фазой учений под кодовым названием «Trident Juncture 2018» («Единый трезубец») осуществлял американский адмирал Джеймс Фогго.
Весной 2023 года в связи со вступлением в Альянс Финляндии состоялись первые манёвры стран НАТО под кодовым названием «Northern Forest».

### Балтийское море
После саммита НАТО в Уэльсе в 2014 году с целью обороны восточноевропейских членов альянса от возможной агрессии со стороны России была сформирована группа сил быстрого реагирования «Остриё копья» (Spearhead Force) численностью 5000 военнослужащих. В случае войны планируется увеличение боевого состава этих сил до 30 тысяч человек за 48 часов.
В мае 2015 года в Прибалтике прошла первая серия военных учений этого нового формирования:
- 4—15 мая в Эстонии прошли учения под кодовым названием «Ёж» (эст. Siil)[133]. На учениях отрабатывалось отражение атаки вымышленной авторитарной страны Аславии, расположенной по соседству с Эстонией[133]. Кроме регулярных частей эстонской армии и НАТО в учениях приняли участие подразделения эстонских резервистов[133].
- Вблизи балтийского побережья Литвы состоялись морские учения НАТО под кодовым названием «Балтийская крепость» (англ. Baltic Fortress). В учениях приняли участие около 20 кораблей, представляющих ВМФ Бельгии, Великобритании, Германии, Голландии, Латвии, Литвы, Норвегии, Польши и Эстонии[134].
- В мае состоялись манёвры литовской армии под кодовым названием «Удар молнии» (лит. Zaibo Kirtis). Отрабатывалось взаимодействие армии и гражданских властей против угрозы т. н. гибридной войны: сочетания военных действий и специальных операций потенциального противника[132][неавторитетный источник].

В мае 2016 года глава Пентагона Эштон Картер заявил, что НАТО рассматривает возможность размещения четырёх батальонов в Прибалтике и Польше на ротационной основе. Министр обороны России Сергей Шойгу сообщил, что Россия в ответ сформирует три новые дивизии. В свою очередь, независимые эксперты[какие?] не исключили, что Россия может перебросить к западным границам оперативно-тактические комплексы «Искандер-М» и оснастить корабли и подлодки Балтийского флота ракетами «Калибр».
В июле 2016 года на саммите НАТО в Варшаве было принято решение о постоянном военном присутствии войск НАТО в прибалтийских государствах: британского батальона в Эстонии, канадского — в Латвии, немецкого — в Литве, батальона армии США — в Польше.
В декабре 2017 года генеральный секретарь НАТО Йенс Столтенберг заявил о начале работы по восстановлению контактов с Россией по военным каналам для повышения воздушной безопасности в районе Балтийского моря.
Весной 2018 года в Калининградской области (152-я гвардейская ракетная бригада, Черняховск) были поставлены на боевое дежурство ракетные комплексы «Искандер-М».
В апреле 2019 года Йенс Столтенберг заявил о начале строительства склада военной техники и вооружений в районе польского городка Повидз, который станет основой для поддержки операций американского военного контингента в Восточной Европе. Проект станет частью программы по расширению присутствия войск НАТО у границ России.

### Чёрное море
С начала 2016 года НАТО предпринимает шаги к усилению своего военного присутствия в Черноморском регионе, выдвигая в качестве основания размещение Россией дополнительных войск и вооружений в Крыму. Результатом консультаций министров обороны стран альянса, в частности, стало создание многонациональной бригады войск НАТО на территории Румынии (военная база Кымпия-Турзий).
1 января 2018 года начались регулярные разведывательные полёты стратегических БПЛА RQ-4 Global Hawk ВВС США в воздушном пространстве Украины вдоль линии разграничения в Донбассе и украинско-российской границы, а также над акваторией Чёрного моря вдоль побережья Крыма и Краснодарского края. Американские беспилотники запускаются с авиабазы Сигонелла на Сицилии.
Как заявил 4 апреля 2019 года генеральный секретарь альянса Йенс Столтенберг, страны НАТО на совещании министров договорились о принятии пакета мер по поддержке Украины и Грузии. Речь идёт о совместных учениях, обмене информацией и визитах кораблей НАТО в украинские и грузинские порты. Ранее постпред США при НАТО Кей Бейли Хатчисон заявляла, что альянс собирается направить в регион больше своих кораблей, «чтобы обеспечить безопасный проход украинских кораблей через Керченский пролив». С этой же целью предполагается расширить масштабы военной разведки. Заместитель министра иностранных дел РФ Александр Грушко по этому поводу заявил: «Любые натовские усиления в регионе Чёрного моря бессмысленны с военной точки зрения. Они не укрепят безопасность ни региона, ни НАТО, только будут сопряжены с дополнительными военными рисками… Если потребуются с нашей стороны дополнительные военно-технические меры, мы их примем».
В апреле 2019 года в юго-западной части Чёрного моря прошли совместные учения НАТО «Морской щит» (Sea Shield-2019), в которых участвовали корабли и авиация США, Греции, Болгарии, Канады, Нидерландов, Румынии и Турции. В учениях также были задействованы представители вооружённых сил Грузии и Украины. Американские военные избрали местом своей дислокации военно-морскую базу в городе Очаков.
В декабре 2020 года укрепление безопасности в Черноморском регионе стало одной из центральных тем встречи министров иностранных дел стран НАТО, на которую в режиме видеоконференции были приглашены главы МИД Украины и Грузии Дмитрий Кулеба и Давид Залкалиани. Генсек НАТО Йенс Столтенберг дал понять, что присутствие контингента НАТО в регионе будет усиливаться. О том, что альянсу необходимо и дальше укреплять партнёрство с Киевом и Тбилиси, говорится и в докладе экспертов о реформировании альянса «НАТО-2030». В документе отмечено, что «дверь в альянс должна оставаться открытой для всех европейских демократий, которые стремятся присоединиться к структурам НАТО», и уточняется, что «НАТО должно стремиться к расширению и укреплению партнёрства с Украиной и Грузией — уязвимыми демократиями, которые стремятся к членству и находятся под постоянным внешним и внутренним давлением России».
На территории Украины в 2021 году было запланировано восемь многонациональных учений с участием 21 тыс. украинских и около 11 тыс. иностранных военнослужащих. Главный итог учений на украинской территории заключается в освоении силами США и НАТО стратегического плацдарма у границ России. Такие учения позволяют отработать быстрое развёртывание и последующие действия на территории Украины коалиционных сил НАТО, их взаимодействие с ВСУ и гражданскими властями, снабжение и другие вопросы. В связи с этим повышение готовности блока к немедленным действиям на украинской территории воспринимается Россией как серьёзная угроза.
В апреле 2021 года Минобороны РФ, на фоне обострения напряжённости между Россией и Украиной, уведомило о приостановлении с 24 апреля по 31 октября «права мирного прохода через территориальное море Российской Федерации для иностранных военных кораблей и других государственных судов». Были закрыты три района Чёрного моря — вдоль побережья Крыма между Севастополем и Гурзуфом, у берегов Керченского полуострова в районе мыса Опук и около западной оконечности Крыма. Черноморский флот сообщил о выходе в море боевых кораблей для проведения учебных стрельб. К учениям были привлечены самолёты и вертолёты морской авиации и ПВО ЧФ. К группировке ЧФ присоединились отряд кораблей Каспийской флотилии и 4 больших десантных корабля из состава Северного и Балтийского флотов ВМФ России. США и их союзники организовали серию заходов в украинские порты боевых кораблей в знак поддержки «территориальной целостности и суверенитета Украины».
Наращивание присутствия сил НАТО в Чёрном море едва не привело к прямому боестолкновению с Россией. 23 июня 2021 года в районе мыса Фиолент (Крымский полуостров) произошёл инцидент с британским эсминцем Defender. Черноморский флот и пограничная служба РФ открыли огонь по кораблю, который вторгся в территориальные воды России. Президент России Владимир Путин назвал инцидент с эсминцем провокацией, которая была организована Великобританией и США. Позже спецпредставитель генсека НАТО по странам Южного Кавказа и Центральной Азии Джеймс Аппатурай заявил в интервью грузинскому телевидению: «У НАТО твёрдая позиция, когда дело касается свободы судоходства и факта, что Крым — это Украина, а не Россия. Во время этого инцидента союзники НАТО проявили твёрдость в защите перечисленных мною принципов». Он призвал Россию осознать, что союзники НАТО не отступят в этом вопросе. Аппатурай обвинил Россию в «продолжении дестабилизации региона»: «Россия размещает в Крыму вооружения, включая ракетные системы, что осложняет свободу судоходства», в связи с чем НАТО сохранит своё представительство в Чёрном море для поддержки союзников и партнёров.
Решительной демонстрацией поддержки Украины со стороны НАТО стали масштабные многонациональные учения Sea Breeze 2021 в Чёрном море (28 июня — 10 июля 2021 года). Учения вызвали новую эскалацию в отношениях НАТО с Россией. В качестве ответа Россия провела масштабные учения в Средиземном море.

### Комментарии
1. ↑  Высылка российских дипломатов была осуществлена в знак  солидарности с Великобританией в деле об отравлении Сергея Скрипаля и его дочери[73].

### Сноски
1. ↑  РИАНОВОСТИ. Совет Россия-НАТО: история создания и задачи. Справка. Дата обращения: 23 июля 2022. Архивировано 13 февраля 2017 года.
2. 1 2  НАТО приостанавливает всякое сотрудничество с Россией. BBC News (1 апреля 2014). Дата обращения: 1 апреля 2014. Архивировано 3 апреля 2014 года.
3. 1 2  Statement by NATO Foreign Ministers (англ.). NATO (1 апреля 2014). — «6. We have decided to suspend all practical civilian and military cooperation between NATO and Russia. Our political dialogue in the NATO-Russia Council can continue, as necessary, at the Ambassadorial level and above, to allow us to exchange views, first and foremost on this crisis.» Дата обращения: 24 августа 2014. Архивировано 18 июля 2014 года.
4. 1 2   Архивная копия от 2 февраля 2015 на Wayback Machine — Президент России.
5. ↑  Военная доктрина Российской Федерации. Российская газета. Дата обращения: 16 декабря 2023.
6. ↑  Генштаб России и НАТО провели переговоры впервые после заморозки отношений Архивная копия от 3 марта 2017 на Wayback Machine // РИА Новости, 03.03.2017.
7. ↑  Начальники Генштабов России, США и Турции встретились в Анталье Архивная копия от 4 января 2019 на Wayback Machine // РБК, 7 марта 2017.
8. ↑  МИД заявил о прекращении сотрудничества РФ и НАТО по гражданской и военной линиям Архивная копия от 15 апреля 2019 на Wayback Machine // «Коммерсантъ», 15.04.2019
9. 1 2 3 4 5  Россия — НАТО. Внешнеполитическое досье Архивная копия от 3 сентября 2019 на Wayback Machine // МИД РФ, 2019.
10. ↑  Постоянным представителем России при НАТО стал Александр Грушко Архивная копия от 26 декабря 2013 на Wayback Machine. 2012-07-18; по сообщению Интерфакс Архивная копия от 23 июля 2012 на Wayback Machine.
11. ↑  Путин назначил нового постпреда РФ при НАТО Архивная копия от 27 октября 2012 на Wayback Machine // Lenta.ru, 24.10.2012.
12. ↑  Дональд Трамп подался в раскольники. Участники саммита НАТО опасаются президента США почти так же, как Россию Архивная копия от 22 сентября 2019 на Wayback Machine // Газета «Коммерсантъ» № 121 от 12.07.2018
13. ↑  Миссия сократима. Как Россия может ответить на высылку своих дипломатов из постпредства при НАТО // Коммерсантъ, 07.10.2021. Дата обращения: 8 октября 2021. Архивировано 8 октября 2021 года.
14. 1 2  Где НАТО, там и рвётся. Москва пошла на разрыв отношений с альянсом // Коммерсантъ, 18.10.2021. Дата обращения: 27 октября 2021. Архивировано 27 октября 2021 года.
15. ↑  Iulian, Raluca Iulia (23 августа 2017). A Quarter Century of Nato-Russia Relations. CBU International Conference Proceedings (англ.). 5: 633–638. doi:10.12955/cbup.v5.998. ISSN 1805-9961. Архивировано 28 мая 2023. Дата обращения: 1 сентября 2023.
16. ↑  First NATO Secretary General in Russia (англ.). NATO. Дата обращения: 1 сентября 2023. Архивировано 1 сентября 2023 года.
17. 1 2 3  Отношения НАТО с Россией Архивная копия от 16 августа 2012 на Wayback Machine, сайт НАТО. Разделы: Развитие отношений, Вехи сотрудничества.
18. ↑  Основополагающий акт о взаимных отношениях, сотрудничестве и безопасности между Российской Федерацией и Организацией североатлантического договора Архивная копия от 29 апреля 2012 на Wayback Machine // сайт NATO, 27.05.1997.
19. 1 2 3  Совет Россия-НАТО (СРН). История создания, цели и задачи Архивная копия от 29 мая 2012 на Wayback Machine // РИА Новости, Справки.
20. 1 2 3 4  Персоны нон-НАТО Архивная копия от 13 июня 2021 на Wayback Machine // Коммерсантъ, 11.04.2015.
21. ↑  Low, Valentine. Tony Blair wanted to welcome Vladimir Putin with birthday cufflinks. Архивировано 12 января 2023. Дата обращения: 12 января 2023.
22. ↑  Алексей Богатуров. ТРИ ПОКОЛЕНИЯ ВНЕШНЕПОЛИТИЧЕСКИХ ДОКТРИН РОССИИ // Международные процессы. Журнал теории международных отношений и мировой политики. Архивировано 1 августа 2016 года..
23. ↑  Jennifer Rankin: Ex-Nato head says Putin wanted to join alliance early on in his rule Архивная копия от 22 марта 2022 на Wayback Machine The Guardian.
24. ↑  НАТО и Россия подписывают соглашение о спасании подводных лодок Архивная копия от 17 февраля 2009 на Wayback Machine // NATO Update, 26-Feb-2003: «соглашение о взаимопомощи и сотрудничестве в области поиска и спасания экипажей подводных лодок. Соглашение было подписано 8 февраля 2003».
25. ↑  Россия разрабатывает двусторонние соглашения с рядом стран по спасению экипажей подводных лодок Архивная копия от 5 марта 2016 на Wayback Machine, РИА Новости, 13/05/2003: «в феврале в Мюнхене состоялось подписание рамочного документа между Россией и НАТО по спасению экипажей подводных лодок».
26. ↑  ФЕДЕРАЛЬНЫЙ ЗАКОН от 07.06.2007 N 99-ФЗ. Архивировано 7 ноября 2011 года..
27. ↑  Госдуме пришлось помириться с НАТО.
28. 1 2  Russia and NATO enlargement Архивная копия от 7 марта 2016 на Wayback Machine.
29. ↑  Выступление и дискуссия на Мюнхенской конференции по вопросам политики безопасности Архивная копия от 19 июля 2016 на Wayback Machine.
30. ↑  SPIEGEL Interview with Russian President Dmitry Medvedev: «Oil and Gas Is Our Drug» Архивная копия от 20 августа 2016 на Wayback Machine.
31. ↑  Прямая линия с Владимиром Путиным Архивная копия от 28 июня 2016 на Wayback Machine.
32. ↑  «НАТО — Путину: никто не обещал не идти на восток» Архивная копия от 20 апреля 2014 на Wayback Machine.
33. 1 2  NATO — Обвинения России: расставим точки над «и». НАТО. Дата обращения: 11 августа 2016. Архивировано 14 апреля 2014 года.
Отношения между НАТО и Россией: факты Архивировано 16 декабря 2017 года..
34. ↑  Юри Вендик. Мир мифов Путина в интервью Bild Архивная копия от 15 января 2016 на Wayback Machine // «Русская служба BBC», 12.01.2016.
35. ↑  Shifrinson, 2016, pp. 7—8, 14—15.
36. ↑  Shifrinson, Joshua R. Itzkowitz. Put It in Writing: How the West Broke Its Promise to Moscow (англ.). Foreign Affairs (29 октября 2014). Дата обращения: 2 июня 2016. Архивировано 30 июня 2015 года.
37. ↑  Крымская исповедь президента Путина. Дата обращения: 27 октября 2021. Архивировано 5 ноября 2014 года.
38. ↑  Глава Госдепа заявил, что Россия сама в 1990-е годы отказалась от вступления в НАТО. Meduza. Дата обращения: 20 мая 2022. Архивировано 20 мая 2022 года.
39. ↑  Ю. А. Ляшук. Бухарестский саммит НАТО и трансформация альянса. Журнал международного права и международных отношений, № 2/2008. Дата обращения: 16 декабря 2017. Архивировано из оригинала 31 января 2016 года.
40. ↑  Заявление по итогам встречи в верхах в Бухаресте, 3 апреля 2008 г. Дата обращения: 16 декабря 2017. Архивировано 16 июня 2021 года.
41. ↑  Украина и Грузия в конечном счёте присоединятся к союзу Архивная копия от 14 сентября 2017 на Wayback Machine.
42. ↑  James Goldgeier, Joshua R. Itzkowitz Shifrinson. Evaluating NATO Enlargement: From Cold War Victory to the Russia-Ukraine War. — Springer Nature, 2023-02-24. — С. 156. — 648 с. — ISBN 978-3-031-23364-7. Архивировано 1 января 2024 года.
43. ↑  Российская армия угрожает военным вмешательством, если Грузия и Украина присоединяются к НАТО Архивная копия от 14 июля 2021 на Wayback Machine.
44. ↑  Путин обещает предметно поддержать Абхазию и Южную Осетию Архивная копия от 31 января 2016 на Wayback Machine // Известия, 03.04.2008.
45. 1 2  Россия подтвердила информацию о прекращении сотрудничества с НАТО Архивная копия от 29 сентября 2012 на Wayback Machine // Lenta.ru, 21.08.2008.
46. ↑  Страны НАТО договорились пересмотреть отношения с Россией Архивная копия от 20 июля 2012 на Wayback Machine // Lenta.ru, 19.08.2008: «19 августа министры, представляющие государства альянса, решили, что Совет Россия-НАТО не будет собираться до тех пор…».
47. 1 2  Военные России и НАТО возобновили сотрудничество Архивная копия от 19 июня 2014 на Wayback Machine // РИА Новости, 26.01.2010.
48. ↑  РФ временно прекратила сотрудничество с НАТО Архивная копия от 25 ноября 2015 на Wayback Machine // km.ru, 22.08.2008.
49. ↑  Интервью первого заместителя Министра иностранных дел России В. И. Трубникова агентству «Интерфакс» по вопросам борьбы с международным терроризмом Архивная копия от 15 декабря 2017 на Wayback Machine. 26.01.2004.
50. ↑  ВЫСТУПЛЕНИЕ МИНИСТРА ОБОРОНЫ РОССИИ С. Б. ИВАНОВА НА 40-Й МЮНХЕНСКОЙ КОНФЕРЕНЦИИ ПО ВОПРОСАМ БЕЗОПАСНОСТИ «ВОПРОСЫ МЕЖДУНАРОДНОЙ БЕЗОПАСНОСТИ В КОНТЕКСТЕ ОТНОШЕНИЙ РОССИЯ-НАТО» Архивная копия от 26 декабря 2017 на Wayback Machine (6—8 ФЕВРАЛЯ 2004 ГОДА, МЮНХЕН, ГЕРМАНИЯ).
51. ↑  Россия критикует НАТО за афганский героин Архивная копия от 2 ноября 2010 на Wayback Machine // BBC Russian.
52. ↑  Управление Госнаркоконтроля по СФО. Дата обращения: 9 июня 2010. Архивировано из оригинала 27 декабря 2013 года.
53. ↑  Соглашение между Россией и США о военном транзите. Достигнута договоренность о транспортировке военного персонала и техники США через воздушное пространство России. Архивная копия от 21 октября 2012 на Wayback Machine, 07 июля 2009 года // Бюро международных информационных программ Государственного департамента США.
54. ↑  Подписан закон о ратификации соглашения между Россией и США о транзите военных грузов в Афганистан через территорию России Архивная копия от 22 августа 2014 на Wayback Machine // kremlin.ru, 9 марта 2011 года.
55. ↑  Россия разрешила транзит вооружений в Афганистан.
56. ↑  Обама завершил первый визит в РФ: создал небывалую пробку в Москве и улетел на саммит G8 в Италию Архивная копия от 6 июля 2014 на Wayback Machine.
57. ↑  U.S.-Russia Cooperation on Afghanistan. Архивировано 25 октября 2015 года.. Fact Sheet. Bureau of European and Eurasian Affairs. 18 June 2012.
58. ↑  В Ульяновске появится перевалочный пункт НАТО Архивная копия от 8 февраля 2012 на Wayback Machine
59. ↑  Strategic Airlift Interim Solution (SALIS). Дата обращения: 23 апреля 2017. Архивировано 24 апреля 2017 года.
60. ↑  «Волга-Днепр» утекла в НАТО Архивная копия от 24 апреля 2017 на Wayback Machine.
61. ↑  «Волга-Днепр» предлагает увековечить проект SALIS Архивная копия от 24 мая 2021 на Wayback Machine.
62. ↑  New Strategic Airlift Agreements with Russia and Ukraine Архивная копия от 3 апреля 2017 на Wayback Machine.
63. ↑  NATO warns Russia to cease and desist in Ukraine. Euronews.com. Дата обращения: 2 марта 2014. Архивировано 3 марта 2014 года.
64. ↑  НАТО приостановило проведение военных и гражданских встреч с Россией Архивная копия от 29 ноября 2014 на Wayback Machine // ИТАР-ТАСС, 06.03.2014.
65. ↑  «Statement by NATO Foreign Ministers» Архивная копия от 18 июля 2014 на Wayback Machine.
66. ↑  John-Thor Dahlburg. NATO creates 'spearhead' to deter Russia (англ.). Associated Press (5 сентября 2014). Дата обращения: 6 сентября 2014. Архивировано 6 сентября 2014 года.
67. 1 2 3 4 5  Военная доктрина Российской Федерации - Российская газета
68. ↑  Саммит НАТО принял решение усилить восточный фланг Архивная копия от 7 октября 2018 на Wayback Machine // РИА Новости, 08.07.2016.
69. ↑  Заседание коллегии Федеральной службы безопасности Архивная копия от 20 мая 2020 на Wayback Machine // Президент России. 16 февраля 2017.
70. 1 2  «Варшавский саммит НАТО и российская угроза» Архивная копия от 9 июля 2016 на Wayback Machine.
71. ↑  «Четыре по 30»: НАТО разрабатывает проект по размещению армии на границах РФ Архивная копия от 11 июля 2018 на Wayback Machine // телеканал ЗВЕЗДА, 20 июня 2018 года.
72. ↑  Генсек НАТО: присутствие альянса в Восточной Европе не ограничено по времени Архивная копия от 2 мая 2019 на Wayback Machine // Коммерсантъ, 13.03.2018.
73. 1 2 3  НАТО вдвое сократила миссию России. СМИ пишут, что за «враждебную деятельность» Архивная копия от 7 октября 2021 на Wayback Machine, BBC, 6.10.2021
74. 1 2  Депрессивный блок НАТО. В альянсе констатировали невозможность скорого налаживания отношений с Россией // Газета «Коммерсантъ» № 51 от 25.03.2021. Дата обращения: 1 июля 2021. Архивировано 30 июня 2021 года.
75. 1 2 3  А город подумал, что НАТО идёт. Альянс отрабатывает тотальное сдерживание России в Европе // Газета «Коммерсантъ» № 83 от 19.05.2021. Дата обращения: 11 июля 2021. Архивировано 11 июля 2021 года.
76. ↑  Путин обвинил НАТО в отказе от снижения активности в пандемию // Коммерсантъ, 10.11.2020. Дата обращения: 4 июля 2021. Архивировано 11 июля 2021 года.
77. ↑  Как НАТО ляжет. Украина хочет вступить в альянс по самый Донбасс // Газета «Коммерсантъ» № 60 от 07.04.2021. Дата обращения: 2 июля 2021. Архивировано 27 октября 2021 года.
78. 1 2 3  Черноморскому флоту демонстрируют иностранные флаги. Британский корабль отправился в Одессу на смену американскому // «Коммерсантъ» от 16.05.2021. Дата обращения: 11 июля 2021. Архивировано 5 ноября 2021 года.
79. ↑  Осуждаем, но не сдаёмся. США и НАТО на словах защищают Украину, а на деле не готовы приближать её к альянсу // Газета «Коммерсантъ» № 66 от 15.04.2021. Дата обращения: 2 июля 2021. Архивировано 16 декабря 2021 года.
80. ↑  Североатлантический нюанс. В НАТО готовы помочь Украине всем, кроме членства // «Коммерсантъ» от 13.04.2021. Дата обращения: 11 июля 2021. Архивировано 4 декабря 2021 года.
81. ↑  «Вторжение» в Румынию прошло по сценарию НАТО. Альянс попрактиковался в «противодействии оккупантам» // «Коммерсантъ» от 02.06.2021. Дата обращения: 11 июля 2021. Архивировано 11 июля 2021 года.
82. ↑  Шойгу анонсировал создание в РФ новых воинских частей для противостояния НАТО Архивная копия от 31 мая 2021 на Wayback Machine «Известия», 31 мая 2021 года
83. ↑  ЗАЯВЛЕНИЕ ПО ИТОГАМ ВСТРЕЧИ НА ВЫСШЕМ УРОВНЕ. Обнародовано главами государств и правительств, участвующими в заседании Североатлантического совета в Брюсселе 14 июня 2021 года. Дата обращения: 9 июля 2021. Архивировано 9 июля 2021 года.
84. ↑  Североантикитайский альянс. НАТО окончательно развернулось на Восток и теперь будет противостоять и Китаю тоже // Газета «Коммерсантъ» № 100/В от 15.06.2021. Дата обращения: 9 июля 2021. Архивировано 9 июля 2021 года.
85. ↑  Заявление МИД России об ответных мерах на решения Североатлантического альянса в отношении Постоянного представительства России при НАТО в Брюсселе. 18.10.21. Дата обращения: 28 октября 2021. Архивировано 28 октября 2021 года.
86. ↑  НАТО — оно как надо. Североатлантический альянс и Евросоюз готовятся к отражению «российской угрозы» // Коммерсантъ, 22.10.21. Дата обращения: 28 октября 2021. Архивировано 28 октября 2021 года.
87. ↑  НАТО поговорить. В альянсе уже решили, что во всём виновата Россия, но ещё раз обсудят это // Коммерсантъ, 21.10.21. Дата обращения: 31 октября 2021. Архивировано 31 октября 2021 года.
88. ↑  От беспилотников к беспредельникам. Восток Украины переходит в режим непрекращающегося огня. Дата обращения: 6 декабря 2021. Архивировано 26 декабря 2021 года.
89. ↑  Россия и Запад концентрируют обвинения. Угроза дестабилизации на украинском направлении беспокоит всех, но по-своему. Дата обращения: 6 декабря 2021. Архивировано 14 декабря 2021 года.
90. ↑  Давить или давать. США предлагают европейцам определиться со стратегией по России // Коммерсантъ, 29.11.21. Дата обращения: 6 декабря 2021. Архивировано 6 декабря 2021 года.
91. ↑  Генсек НАТО считает неприемлемой мысль о наличии у России сферы влияния. «Коммерсантъ» (1 декабря 2021). Дата обращения: 1 декабря 2021. Архивировано 1 декабря 2021 года.
92. 1 2  Юридически необязывающие предупреждения. Сергей Лавров предъявил США и их союзникам ультиматум России // Коммерсантъ, 02.12.2021. Дата обращения: 6 декабря 2021. Архивировано 6 декабря 2021 года.
93. ↑  США задействуют «высокоэффективные экономические меры» в случае российского вторжения на Украину. «Коммерсантъ» (1 декабря 2021). Дата обращения: 1 декабря 2021. Архивировано 1 декабря 2021 года.
94. ↑  Украину натягивают на глобус. Украинский вопрос стал темой номер один в мире // Коммерсантъ, 01.12.21. Дата обращения: 2 декабря 2021. Архивировано 2 декабря 2021 года.
95. ↑  Рижский бальзам на натовскую душу. «Коммерсантъ» (30 ноября 2021). Дата обращения: 1 декабря 2021. Архивировано 1 декабря 2021 года.
96. ↑  Путин предложил начать переговоры по нерасширению НАТО на восток. Дата обращения: 1 декабря 2021. Архивировано 3 декабря 2021 года.
97. ↑  Украину натягивают на глобус. Украинский вопрос стал темой номер один в мире. Дата обращения: 2 декабря 2021. Архивировано 2 декабря 2021 года.
98. ↑  За нашу соседскую родину. Киев ждёт войну с Россией, а Москва — пересмотра политики Запада на украинском направлении. Дата обращения: 5 декабря 2021. Архивировано 26 декабря 2021 года.
99. 1 2  Кремль прокомментировал переговоры Путина и Байдена. Дата обращения: 14 декабря 2021. Архивировано 27 января 2022 года.
100. 1 2  Между Киевом и наковальней. Владимир Путин и Джо Байден обсудили Украину без Украины. Дата обращения: 14 декабря 2021. Архивировано 14 февраля 2022 года.
101. ↑  Альянс на скаку остановят. Что происходит в отношениях Москвы и Запада после видеосаммита президентов России и США. Дата обращения: 22 декабря 2021. Архивировано 22 декабря 2021 года.
102. ↑  Операция против деградации. США и НАТО готовы обсуждать российские требования о гарантиях безопасности, но выборочно. Дата обращения: 28 декабря 2021. Архивировано 28 декабря 2021 года.
103. ↑  Путин боится, что придется нацелить на Украину ракеты.
104. ↑  What Putin Fears Most (амер. англ.). Journal of Democracy. Дата обращения: 30 июля 2023. Архивировано 9 февраля 2023 года.
105. ↑  Путин: нет ничего, что могло бы беспокоить Россию в свете вступления Финляндии и Швеции в НАТО. expert.ru. Дата обращения: 30 июня 2022. Архивировано 30 июня 2022 года.
106. ↑  Zoe Strozewski. Russia is at war with NATO: Kremlin official (англ.). Newsweek (10 августа 2022). Дата обращения: 12 августа 2022. Архивировано 11 августа 2022 года.
107. ↑  Matthew Impelli. Putin may be saving aerial strength for attacks on NATO: report (англ.). Newsweek (27 июля 2022). Дата обращения: 12 августа 2022. Архивировано 12 августа 2022 года.
108. ↑  Brendan Cole. NATO nowhere near ready for direct war with Russia: Ex-general (англ.). Newsweek (15 сентября 2022). Дата обращения: 16 сентября 2022. Архивировано 15 сентября 2022 года.
109. ↑  Reuters (12 октября 2022). Kremlin says Stoltenberg comments are confirmation that NATO is fighting in Ukraine. Reuters. Архивировано 13 октября 2022. Дата обращения: 13 октября 2022. {{cite news}}: |last= имеет универсальное имя (справка)
110. ↑  NATO. Pre-ministerial press conference by NATO Secretary General Jens Stoltenberg ahead of the meetings of NATO Defence Ministers (англ.). NATO. Дата обращения: 13 октября 2022. Архивировано 13 октября 2022 года.
111. ↑  Путин на "Валдае": мир ждёт самое опасное десятилетие. Радио Свобода. Дата обращения: 28 октября 2022. Архивировано 28 октября 2022 года.
112. ↑  Шойгу заявил об увеличении группировки НАТО у границ России. РБК. Дата обращения: 5 ноября 2022. Архивировано 5 ноября 2022 года.
113. ↑  МИД раскрыл требования России к США по гарантиям безопасности. Дата обращения: 17 декабря 2021. Архивировано 24 января 2022 года.
114. ↑  Что нужно знать о совместных учениях России, Китая и ЮАР Архивная копия от 25 февраля 2023 на Wayback Machine интернет-портал «ИЗВЕСТИЯ», 27 января 2023 года
115. ↑  China, Russia, Iran hold joint naval drills in Gulf of Oman. AP (15 марта 2023). Дата обращения: 17 марта 2024. Архивировано 2 января 2024 года.
116. ↑  Последние Новости ПЕРВЫЙ КАНАЛ, 5 апреля 2023 года
117. ↑  С гиперзвуком на борту: кадры прибытия фрегата «Адмирал Горшков» в Североморск Архивная копия от 17 марта 2024 на Wayback Machine телеканал ЗВЕЗДА, 24 сентября 2023 года
118. ↑  Что значит приостановка Россией Договора о СНВ Архивная копия от 25 февраля 2023 на Wayback Machine агентство РБК, 21 февраля 2023 года
119. ↑  Кремль назвал размещение ядерного оружия в Белоруссии ответом на расширение НАТО. Interfax.ru. Дата обращения: 7 апреля 2023. Архивировано 7 апреля 2023 года.
120. ↑  Reuters (6 апреля 2023). Kremlin: Nuclear deployment to Belarus is response to NATO expansion. Reuters. Архивировано 6 апреля 2023. Дата обращения: 7 апреля 2023. {{cite news}}: |last= имеет универсальное имя (справка)
121. ↑  На российско-финской границе появятся американские солдаты REGNUM, 19 июля 2023
122. ↑  Американцы создали еще два элемента «железного занавеса» на границах России Архивная копия от 16 марта 2024 на Wayback Machine REGNUM, 15 декабря 2023
123. ↑  Путин пригрозил поставками ракетного оружия противникам западных стран. Радио Свобода. 5 июня 2024. Дата обращения: 16 июня 2024.
124. ↑  Радыгин, Артём (17 декабря 2024). Россия готовится к войне с НАТО. Радио Свобода. Дата обращения: 22 февраля 2025.
125. ↑  Белоусов: Минобороны РФ должно быть готово к военному конфликту с НАТО в ближайшее десятилетие. Meduza. Дата обращения: 22 февраля 2025.
126. ↑   Генерал НАТО сделал заявление о войне с Россией и Китаем РИА НОВОСТИ, 17 июля 2025
127. ↑   Командующий армией США в Европе представил план удара по Калининграду. Россия готовит ответ «Вести недели», 20 июля 2025
128. ↑   Ответ Московского Кремля Metro Moscow, 18 июля 2025
129. ↑  «Nato’s 'Dynamic Mongoose': Hunting for submarines» Архивная копия от 15 мая 2015 на Wayback Machine.
130. ↑  Удар трезубцем: учения НАТО в Норвегии Архивная копия от 4 ноября 2018 на Wayback Machine // РИА Новости, 1 ноября 2018 года.
131. ↑  Defence Ministers agree to strengthen NATO's defences, establish Spearhead Force. nato.int (Press release). Brussels, BE: North Atlantic Treaty Organization. 6 февраля 2015 [First published 2015-02-05]. Архивировано 6 февраля 2015. Дата обращения: 6 февраля 2015.
132. 1 2  «NATO & allies stage thousands-strong drills across Europe» Архивная копия от 6 мая 2015 на Wayback Machine
133. 1 2 3  Би-Би-Си: «Пресса Британии: Прибалтике нужны базы НАТО».
134. ↑  «Baltic Fortress 2015: NATO warships start drills off Lithuanian coast» Архивная копия от 13 мая 2015 на Wayback Machine.
135. ↑  Четыре батальона НАТО вблизи России Архивная копия от 7 августа 2016 на Wayback Machine // ИноСМИ, 1 мая 2016.
136. ↑  Три новые дивизии на Западном направлении Архивная копия от 5 июня 2016 на Wayback Machine // Lenta.ru, 12 января 2016 г.
137. ↑  Великобритания усилит военное присутствие в Эстонии танками Архивная копия от 16 апреля 2019 на Wayback Machine // РБК, 08.12.2018.
138. ↑  Саммит НАТО принял решение усилить восточный фланг Архивная копия от 27 июля 2016 на Wayback Machine // РИА Новости, 8 июля 2016 года.
139. ↑  Итоги саммита НАТО в Варшаве Архивная копия от 12 августа 2016 на Wayback Machine // Interfax, 8 июля 2016 года.
140. ↑  Официальное заявление генсека НАТО Архивная копия от 9 июля 2016 на Wayback Machine // Русская служба Би-Би-Си, 8 июля 2016.
141. ↑  Наброс риторический. Генерал ВВС США Джеффри Ли Харригян не рассчитал силы удара своих высказываний по России Архивная копия от 23 сентября 2019 на Wayback Machine // Газета «Коммерсантъ» № 172 от 21.09.2019.
142. ↑  «Искандеры» тихо едут, но быстро заряжают. Под Калининградом развернут ракетные комплексы «земля-земля» Архивная копия от 23 сентября 2019 на Wayback Machine // Газета «Коммерсантъ» № 225 от 02.12.2017.
143. ↑  НАТО приготовилось к новой базе в Польше. Генсек альянса также рассказал о планах противодействия России в Чёрном море Архивная копия от 22 сентября 2019 на Wayback Machine // «Коммерсантъ» от 02.04.2019.
144. ↑  В НАТО предложили расширить присутствие альянса в черноморском регионе Архивная копия от 5 мая 2016 на Wayback Machine // Interfax.ru, 26 апреля 2016.
145. ↑  Пентагон встревожен действиями России Архивная копия от 17 мая 2016 на Wayback Machine // Interfax.ru, 16 мая 2016.
146. ↑  Новая бригада НАТО в Румынии Архивная копия от 29 октября 2016 на Wayback Machine // AVA.md, 15 июня 2016.
147. ↑  Министр обороны США раскрыл детали переброски новых войск в Восточную Европу Архивная копия от 29 октября 2016 на Wayback Machine // СЕГОДНЯ.ua, 27 октября 2016.
148. ↑  Беспилотник ВВС США провёл разведку у Черноморского побережья России Архивная копия от 2 апреля 2019 на Wayback Machine // Коммерсантъ, 04.10.2018.
149. ↑  Беспилотник ВВС США провел многочасовую разведку над Донбассом и вблизи Крыма Архивная копия от 8 апреля 2019 на Wayback Machine // Коммерсантъ, 06.04.2019.
150. ↑  Беспилотник США провел разведку у линии разграничения в Донбассе Архивная копия от 8 апреля 2019 на Wayback Machine // Коммерсантъ, 07.01.2018.
151. ↑  Страны НАТО договорились усилить поддержку Украины и Грузии в Чёрном море Архивная копия от 6 апреля 2019 на Wayback Machine // Коммерсантъ, 04.04.2019.
152. ↑  В НАТО пообещали гарантировать проход судов Украины через Керченский пролив Архивная копия от 6 апреля 2019 на Wayback Machine // Коммерсантъ, 03.04.2019.
153. ↑  «Любые натовские усиления в регионе Чёрного моря бессмысленны с военной точки зрения». Москва раскритиковала планы альянса помочь украинским кораблям пройти через Керченский пролив Архивная копия от 4 апреля 2019 на Wayback Machine // Коммерсантъ, 03.04.2019.
154. ↑  Россия ответила на учения НАТО Архивная копия от 8 апреля 2019 на Wayback Machine // Lenta.ru, 08.04.2019.
155. ↑  Протопи ты мне НАТО по Чёрному. Альянс намерен усиливать присутствие в Черноморском регионе // Газета «Коммерсантъ» № 222 от 03.12.2020. Дата обращения: 4 июля 2021. Архивировано 9 июля 2021 года.
156. ↑  NATO 2030: United for a New Era. Дата обращения: 4 июля 2021. Архивировано 7 января 2021 года.
157. ↑  США с Украиной затрезубели в НАТО. Начались украинско-американские учения Rapid Trident-2021 // «Коммерсантъ» от 21.09.2021. Дата обращения: 5 ноября 2021. Архивировано 5 ноября 2021 года.
158. ↑  Краснознамённый Черноморский фронт. Россия и Запад вступают в новый конфликт, теперь ещё и из-за режима Чёрного моря // Газета «Коммерсантъ» № 69 от 20.04.2021. Дата обращения: 11 июля 2021. Архивировано 18 мая 2021 года.
159. ↑  Крымская война 2.0. Россия и Британия сыграли в морской бой // Газета «Коммерсантъ» № 107 от 24.06.2021. Дата обращения: 8 июля 2021. Архивировано 8 июля 2021 года.
160. ↑  НАТО не планирует уходить из Чёрного моря после инцидента с британским эсминцем // Коммерсантъ, 01.07.2021. Дата обращения: 1 июля 2021. Архивировано 1 июля 2021 года.
161. ↑  Россия и НАТО проводят обменные манёвры. На Sea Breeze в Чёрном море Россия ответила учениями в Средиземном // Газета «Коммерсантъ» № 110 от 29.06.2021. Дата обращения: 8 июля 2021. Архивировано 9 июля 2021 года.